# ロッカ・デ・バルディ
ロッカ・デ・バルディ（伊: Rocca de' Baldi）は、イタリア共和国ピエモンテ州クーネオ県にある、人口約1,600人の基礎自治体（コムーネ）。

## 地理

### 位置・広がり
| 隣接するコムーネは以下の通り。 - マリアーノ・アルピ - モンドヴィ - モロッツォ - サンタルバーノ・ストゥーラ |

#### 地震分類
イタリアの地震リスク階級 (it) では、3 に分類される
。